# Kerstin Haglund
Kerstin Birgitta Haglund, gift Håland, född 18 juni 1963 i Söderala församling i Gävleborgs län, är en före detta svensk orienterare som blev världsmästare i stafett 1989. I de nordiska mästerskapen tog hon silver i stafett 1988 och guld i stafett 1990.